# Jacques Palminger

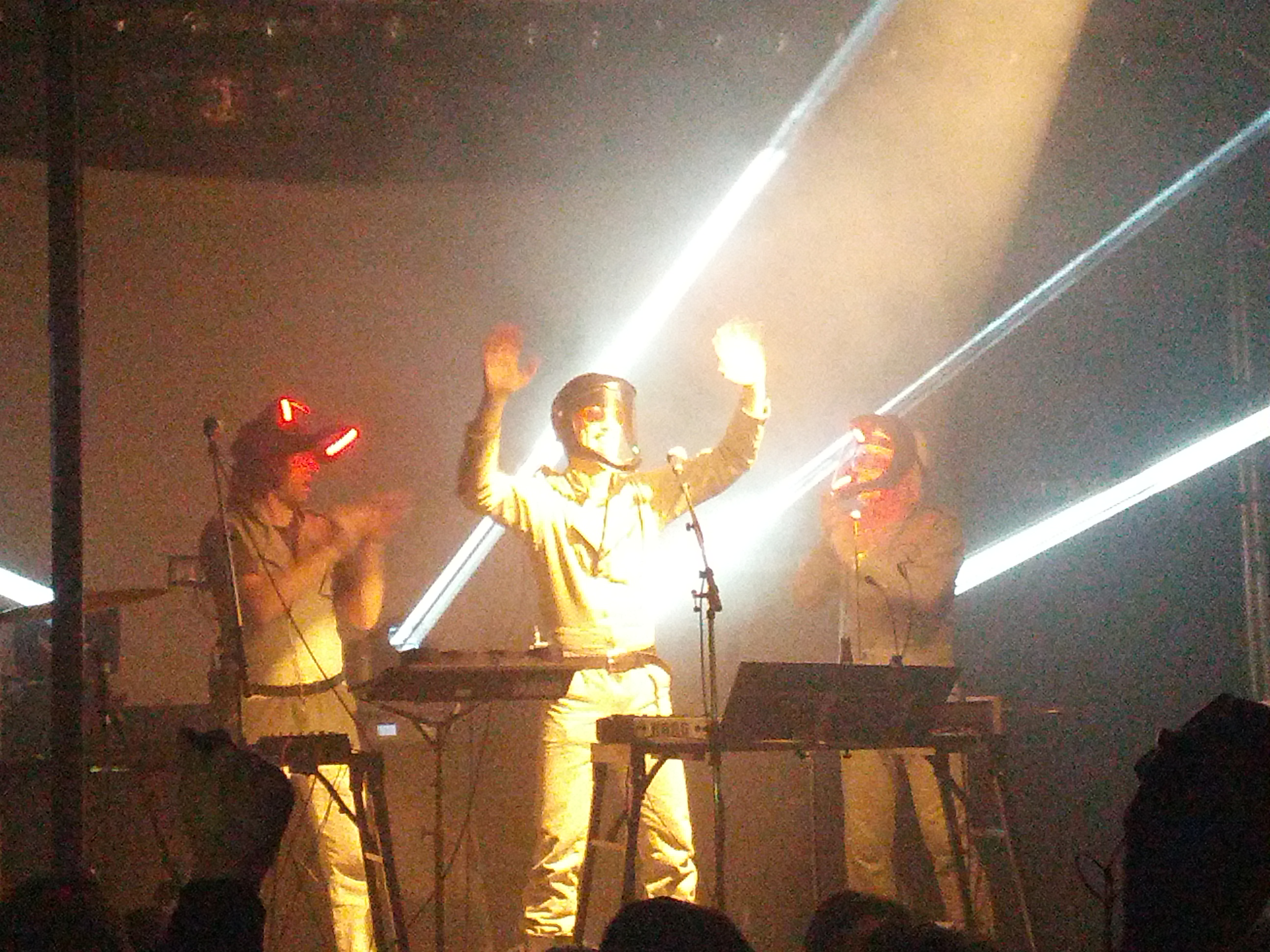
Palminger (Mitte) beim Auftritt im Beatpol in Dresden als Mitglied von Fraktus

Jacques Palminger, auch Jaques Palminger (bürgerlich: Heinrich Ebber, * 1964 in Borken) ist ein deutscher Schauspieler und Musiker. Palminger ist Mitglied des Künstlertrios Studio Braun.

## Leben und Karriere
Seine Karriere begann als Schlagzeuger der Band The Waltons in Berlin; nach seinem Umzug 1992 nach Hamburg spielte er bis zur Auflösung 1999 bei Dackelblut. Später schrieb er Texte und Musik für die Band Universal González.
Er wirkte als Schauspieler beim Film (z. B. Die Menschen sind kalt, 1998) wie auf der Bühne – häufig unter Regie von Schorsch Kamerun – und ist Autor des Hörspiels Einschlafgeschichten für Männer.
Er ist neben Rocko Schamoni und Heinz Strunk Teil des Künstlertrios Studio Braun, das sich zunächst mit Telefonstreichen einen Namen machte und mittlerweile renommierte Filme, Theaterstücke und Bücher veröffentlicht hat. 2007 publizierte das Trio seine bis dahin gesammelten Werke auf der DVD »20.000 Jahre Studio Braun. Ein Jubiläum feiert Geburtstag«.
Am 10. Oktober 2008 erschien sein Album Mondo Cherry unter dem Namen Jacques Palminger & the Kings of Dub Rock beim Label PIAS.
Dann gibt es noch Jaques Palminger & The Kings of Dubrock. Das Trio aus Rica Blunck, Viktor Marek und Jacques Palminger hat ein eigenwilliges und höchst unterhaltsames musikalisches Genre entwickelt: Dubrock, ein Hybrid aus Dub-Reggae, New-Wave & Spoken Word. Dada-Dub.
2009 spielte er in dem von ihm und seiner Band The Kings of Dubrock zusammen mit Jugendlichen erarbeiteten Theaterstück Die Insel auf der Hamburger Theaterbühne Kampnagel.
Seit Ende 2010 ist Palminger außerdem mit dem Jazz- und Lyrik-Projekt Jacques Palminger & 440 Hz Trio zu sehen. Das 440 Hz Trio besteht aus Richard von der Schulenburg (ex-Die Sterne) am Klavier, Olve Strelow am Schlagzeug sowie John Raphael Burgess am Bass. Am 9. März 2012 erschien das Album Jzz & Lyrk beim Label Staatsakt. Im Film Fraktus (2012) ist er als Bernd Wand zu sehen.
Auch mit den Hamburger Staatstheatern hatte das Kollektiv im Laufe der Zeit zahlreiche Berührungspunkte. Die drei Künstler kreierten am Deutschen SchauSpielHaus die Operette »Phoenix – Wem gehört das Licht?«, »Rust – Ein deutscher Messias« und Rocko Schamonis Roman »Dorfpunks«.
2012 publizierte Studio Braun die Mockumentary »Fraktus – Das letzte Kapitel der Musikgeschichte«, in der ein Mythos um die fiktive Electropop-Band Fraktus gesponnen wird.
2014 inszenierte das Kollektiv gemeinsam mit dem Stück »Tonight: Fraktus« ein real-existierendes Konzertevent der vermeintlichen Techno-Pioniere Fraktus am Thalia Theater. Im Herbst 2016 erschien mit »Drei Farben Braun« eine große Studio Braun-Werkschau in Buchform. In der Spielzeit 2017–18 inszenierte Studio Braun die Uraufführung von Heinz Strunks viel beachtetem Roman »Der goldene Handschuh« am Deutschen SchauSpielHaus. Mit Studio Braun inszenierte er zuletzt »Coolhaze«. in der Spielzeit 2021–22.
In der Spielzeit 2023–24 erarbeitet er zusammen mit Carsten »Erobique« Meyer die Produktion »Songs For Joy - die Gala«.

## Diskografie

### Alben
- 2007: Rasta Dub ’76 – Les Tools D’Amour (Nobistor)
- 2008: Mondo Cherry (mit The Kings Of Dub Rock) (PIAS Germany)
- 2009: Songs For Joy (mit Erobique) (Staatsakt)
- 2012: Jzz & Lyrk (mit 440Hz Trio) (Staatsakt)
- 2012: Fettuccini (mit The Kings Of Dub Rock) (Staatsakt)
- 2016: Spanky und seine Freunde (mit 440Hz Trio) (Staatsakt)
- 2022: Dubbies On Top (mit The Kings Of Dub Rock) (Misitunes)
- 2024: Die Sehnsucht der Sterne (mit 440Hz Trio) (Misitunes)

### Singles und EPs
- 1999: Sabàta (Gagarin Records)
- 1999: Universal Gonzáles (DJ Melanie)
- 2003: Deutsche Frau (Gagarin Records)
- 2007: Die "Henry" Maske (Nobistor)
- 2008: Polizeihubschrauber (mit The Kings Of Dub Rock) (Vulcano)
- 2009: Pudel Produkte 9 (Nobistor)
- 2010: Lied für alle (Staatsakt)
- 2010: Totaler Spinner (mit Erobique, Shaggy Sharoof & Elvis Seconde) (Staatsakt)

## Filmografie
als Schauspieler
- 1990: Der Todesking
- 2008: Fleisch ist mein Gemüse
- 2012: Fraktus
- 2013: Hans Dampf
- 2014: Mord mit Aussicht (Fernsehserie, Episode 3x12)
- 2017: Großstadtrevier

## Hörspiele
als Autor und Regisseur
- 2002: Einschlafgeschichten für Männer. Westdeutscher Rundfunk
- 2006: Mutter Tourette und ihre Kinder (zusammen mit Rocko Schamoni). Westdeutscher Rundfunk